# Live It Up (Crosby, Stills & Nash)
Live It Up è un album in studio del supergruppo rock Crosby, Stills & Nash, pubblicato nel 1990. 

## Tracce
Side 1
1. Live It Up – 3:54
2. If Anybody Had A Heart – 4:28
3. Tomboy – 3:22
4. Haven't We Lost Enough? – 3:06
5. Yours and Mine – 4:21

Side 2
1. (Got to Keep) Open – 4:40
2. Straight Line – 3:12
3. House of Broken Dreams – 3:18
4. Arrows – 3:51
5. After the Dolphin – 5:05

## Formazione
Gruppo
- David Crosby - voce, chitarra elettrica
- Stephen Stills - voce, chitarra, tastiera, basso
- Graham Nash - voce, chitarra acustica

Collaboratori
- Joe Vitale - batteria, sintetizzatore, percussioni, organo Hammond
- Bob Glaub - basso
- Michito Sanchez - percussioni
- Michael Landau - chitarra
- Craig Doerge - tastiera
- Tony Beard - chitarra, percussioni
- Leland Sklar - basso
- Bruce Hornsby - pianoforte, fisarmonica
- Roger McGuinn - chitarra
- Mike Fisher - percussioni
- Peter Frampton - chitarra
- Vince Charles - percussioni
- Branford Marsalis - sax
- The Williams Family - cori